# Imperijal (tvrđava)
Tvrđava Imperijal fortifikacijski je objekt na vrhu brda Srđ. Namjena tvrđave je bila obrana sjevernih prilaza gradu Dubrovniku. Imperial je glavna utvrda fortifikacijskog sustava brda Srđ, a u istom sustavu se nalaze i utvrde Strinčjera, Gradci i Žarkovica.

## Povijest
Gradnja utvrde izravno je vezana uz razdoblje francuske vlasti u Dubrovniku koja je trajala od 1806. do 1814. godine. Francuzi 1806. godine na prijevaru zauzimaju Dubrovačku Republiku. Razdoblje okupacije traje 2 godine, a 1808. godine Republika se i formalno ukida. Da bi osigurali svoje položaje, čim su došli u lipnju 1806., Francuzi počinju s gradnjom utvrde na Srđu. Nisu imali vremena za brzu gradnju jače utvrde, no već tada se ukopavaju te počinju graditi bedem prema istoku i prema sjeveru prema Otomanskoj granici i Žarkovici, na mjestu stare crkve Sv. Srđa. Naime, iz tih su pravaca očekivali napad Rusa i Crnogoraca. Tvrđava se u današnjem obliku počela intenzivno izgrađivati kamenom 1810. godine. Gradnju je vodio general Auguste Marmont. Budući da je Napoleon bio car, pojedina je područja carstva podijelio svojim podanicima. 
U gradnji utvrde sudjelovali su stanovnici šireg dubrovačkog područja i klesari s Korčule jer se odatle donosio kamen.
Tvrđava Imperial zapravo je bila glavni stožer francuske vojske na dubrovačkom području. Izgled utvrde Imperial se vremenom promijenio. Nakon poraza Francuza i pada Napoleona te nakon Bečkog kongresa 1815., Dubrovnik i Dalmacija, kao i čitava Hrvatska, potpadaju pod austrijsku vlast. Tada austrijska vojska preuzima utvrdu Imperial i tu smješta svoje trupe. U nekoliko navrata austrijska vojska proširuje i nadograđuje tvrđavu tako da je njen konačni izgled izmijenjen, bastioni su pojačani, a tvrđava je proširena. 
Tvrđava je bila u vojnoj funkciji do 1882. jer se Dubrovnik smatrao utvrđenim gradom, a bio je na samoj granici s Otomanskim Carstvom. Austrijanci su iz te utvrde pratili zbivanja na granici. Nakon austrougarske okupacije Bosne i Hercegovine utvrda Imperijal gubi svoju namjenu pogranične utvrde.
Utvrda nije napadana od svoje izgradnje pa sve do 1991. godine i Domovinskog rata, odnosno opsade Dubrovnika. U utvrdi su malobrojni branitelji Dubrovnika uspješno odoljevali svim napadima JNA i dragovoljaca iz svih krajeva istočne Hercegovine i Crne Gore. Utvrda Imperial i njeni branitelji su 6. prosinca 1991. godine doživjeli najteži napad otkad je utvrda izgrađena. Tijekom napada utvrda je pretrpila velika oštećenja.

## Utvrda Imperijal danas
U utvrdi se danas nalazi muzej posvećen obrani Dubrovnika tijekom Domovinskog rata. Dio utvrde je dodijeljen u koncesiju, a predviđena je gradnja ugostiteljskih i smještajnih jedinica. S Dubrovnikom je povezana obnovljenom žičarom koja je tijekom rata u potpunosti uništena. Na utvrdi se također nalazi televizijski odašiljač.